# Zaglyptonotus schwarzi
Zaglyptonotus schwarzi är en stekelart som beskrevs av Crawford 1914. Zaglyptonotus schwarzi ingår i släktet Zaglyptonotus och familjen gallglanssteklar. Inga underarter finns listade i Catalogue of Life.